# Elodes angulatus
Elodes angulatus is een keversoort uit de familie moerasweekschilden (Scirtidae). De wetenschappelijke naam van de soort werd in 1894 gepubliceerd door Thomas Blackburn.